# کری لین پرت
 کری لین پرت (انگلیسی: Keri Lynn Pratt؛ زادهٔ ۲۳ سپتامبر ۱۹۷۸) یک هنرپیشه اهل ایالات متحده آمریکا است. وی از سال ۱۹۹۹ میلادی تاکنون مشغول فعالیت بوده‌است. از جمله فیلم های او می توان به من امیدوارم آن ها در جهنم آبجو سرو کنند، دلبر آمریکایی اشاره کرد.